# Merochlorops collessi
Merochlorops collessi är en tvåvingeart som beskrevs av Spencer 1986. Merochlorops collessi ingår i släktet Merochlorops och familjen fritflugor. Inga underarter finns listade i Catalogue of Life.